# أوغستو بوال
أوغستو بوال (بالانجليزية: Augusto Boal) (16 مارس 1931 - 2 مايو 2009) ممثل، مخرج، مسرحي وناشط. يعتبر مؤسس مسرح المقهورين. 

## حياته ومسيرته المهنية
ولد أوغستو بوال في 16 مارس 1931 في مدينة ريو دي جانيرو في البرازيل، كان أستاذا جامعيا ومسرحيا وعالما في مجال الكيمياء، درس في جامعة كولومبيا أواخر الأربعينيات وأوائل الخمسينيات من القرن الماضي، بدأت اهتماماته في المسرح بسن مبكرة. بدأ العمل مع مسرح "أرينا" في ساو باولو بمجرد أن أنهى درجته العلمية في كولومبيا حيث عاد إلى البرازيل، خلال عمله في مسرح "أرينا" أنتج أعمالا وتجارب جديدة فقد اعتاد دعوة الناس لمناقشة تجاربه قبل عرضها على الجمهور، لأن هذا الأمر يجعلهم مشاهدين وأصحاب مواقف برأيه، وذلك عبر ردود أفعالهم على ما يعرض أمامهم. 

## نشاطه السياسي
كان بوال ناشطاً ثقافياً سياسيا في بلاده. شكلت نشاطاته، في نظر الانقلابيين في البرازيل إبان الستينيات خطراً حقيقياً، فقد شكك الانقلاب العسكري في أعمال مسرح " أرينا" ففرض الرقابة عليه، وأدى الانقلاب الثاني في عام 1968 إلى قطع أي محاولة لجعل المسرح شعبياً، كان باول أحد المثقفين البرازيليين الذين كافحوا ضد الديكتاتورية، وكان هذا الشعور متضمناً في أعماله، فاختطف من الشارع خلال مغادرته المسرح عام 1971، وتعرض للتعذيب وأجبر على الرحيل إلى المنفى، فهاجر إلى الأرجنتين.

## بوال ومسرح المقهورين
عام  (1973) حين كان بوال في المنفى في الارجنتين ابتكر شكلا مختلفا من المسرح وهو "مسرح المقهورين"  في عام 1977 انتقل إلى أوروبا وطوّر في باريس أسلوبه الثوري في مجال المسرح. واصل بوال لمدة 12 عامًا تدريس نهجه الثوري في المسرح، وأسس العديد من مراكز مسرح المقهورين. في عام 1981 نظم المهرجان الدولي الأول لمسرح المقهورين في باريس. في عام 1986 أعادت البرازيل فتح أبوابها وعاد بوال للعيش في وطنه، وفي عام 1992 انتخب كمشرّع لمدينة ريو حيث قاد أيضاً مشروعاً كبيراً للمسرح التشريعي الذي كان يهدف إلى تطوير الديمقراطية من خلال المسرح. أسس بوال معهدًا خاصًا في ريو دي جانيرو لتدريس وممارسة "المسرح الملحمي للمقهورين"، والذي لاقى شهرة واسعة على المستوى الدولي. 

## الكتب والمؤلفات
- مسرح المقهورين (لندن: دار نشر بلوتو، 1979)، يعتبر أكثر أعماله تأثيرًا أكاديميًا.[10][11][12]
- ألعاب للممثلين وغير الممثلين (لندن: روتليدج، 1992)
- قوس قزح الرغبة: طريقة بوال للمسرح والعلاج. (لندن: روتليدج، 1995).[13]
- مسرح التشريع: استخدام الأداء لصنع السياسة. لندن: روتليدج، 1998.
- هاملت وابن الخباز: حياتي في المسرح والسياسة. لندن: روتليدج، 2001.
- جماليات المقهورين. لندن: روتليدج، 2006

## الجوائز
حصل أوغستو بوال على العديد من الجوائز والأوسمة، منها:
- جائزة سافي، ساو باولو، البرازيل (1963، 1965).  وجائزة مولير، فرنسا (1965، 1967)  وجائزة أوبي، الولايات المتحدة (1971)

- حصل بوال على جائزة الإنجاز المهني من رابطة المسرح في التعليم العالي خلال مؤتمرها الوطني في شيكاغو(1997) .

- وسام بابلو بيكاسو[14] ووسام جواو ريبيرو، أكاديمية البرازيل (2003)

- وسام تيرادينتس - الجمعية التشريعية لريو دي جانيرو (2005).